# Live Here Now

Firmenlogo

Live Here Now ist eine in London ansässige Musikfirma, die professionell erstellte Konzertmitschnitte anbietet und über das Internet vertreibt. Sie wurde im Jahr 2004 gegründet und firmiert unter dem Label von Mute Records. Die erste Aufnahme fand bei einem Konzert von Throbbing Gristle im Dezember 2004 statt.
Live Here Now nimmt die Konzerte ihrer Partner digital auf und verkauft diese Aufnahmen der Live-Konzerte als CDs inklusive Booklet, die auch in limitierten Editionen erhältlich sind. Außerdem bietet Live Here Now Konzertmitschnitte als MP3-Aufnahmen zum Download an. Bezahlt wird jeweils über die Webseite per Kreditkarte. Ist ein Download erhältlich, so erhält der Kunde eine E-Mail mit dem Link zum jeweiligen Mitschnitt, der als ZIP-Datei vorliegt. In digitaler Form liegen die Dateien in einem sehr hochwertig komprimierten MP3-Format mit 320 Kilobit vor. Die Aufnahmen sind jeweils sechs bis acht Wochen nach einem Konzert erhältlich. Bei den Aufnahmen handelt es sich um legale Soundboard-Aufnahmen, die nicht als unerlaubte Bootlegs bezeichnet werden.
Live Here Now hat bislang unter anderem mit den Künstlern und Gruppen Mylo, Heaven 17, Ocean Colour Scene, Goldfrapp, Underworld, The Damned, Laibach, The Tiger Lillies, Butthole Surfers, Graham Coxon, Status Quo sowie Client zusammengearbeitet. Erasure bot über Live Here Now im Jahr 2005 die The Erasure Show Tour an. CDs wurden während der Konzerte verkauft. Darüber hinaus brachten Erasure und Live Here Now mit Acoustic Live einen Konzertmitschnitt von April 2006 heraus, der offiziell vermarktet und verkauft wurde.
Depeche Mode und Live Here Now arbeiten seit der Tour Touring the Angel im Jahr 2006 zusammen. Das Projekt wurde Recording the Angel genannt, angelehnt an das Album Playing the Angel. Die von Mai 2009 bis Februar 2010 durchgeführte Tour of the Universe ist unter der Bezeichnung Recording the Universe, angelehnt an das Album Sounds of the Universe, erhältlich.